# 6日
6日（むいか、ろくにち）は、暦上の各月における6日目である。
各月の6日については下記を参照。
- 1月6日 - 1月6日 (旧暦)
- 2月6日 - 2月6日 (旧暦)
- 3月6日 - 3月6日 (旧暦)
- 4月6日 - 4月6日 (旧暦)
- 5月6日 - 5月6日 (旧暦)
- 6月6日 - 6月6日 (旧暦)
- 7月6日 - 7月6日 (旧暦)
- 8月6日 - 8月6日 (旧暦)
- 9月6日 - 9月6日 (旧暦)
- 10月6日 - 10月6日 (旧暦)
- 11月6日 - 11月6日 (旧暦)
- 12月6日 - 12月6日 (旧暦)

## 記念日・年中行事
- 一六日（ 日本） ※1か6のつく日